# Damian Wierzbicki
Damian Wierzbicki (ur. 25 października 1992) – polski siatkarz, grający na pozycji atakującego.
W sezonie 2019/2020, grając w klubie LUK Politechnika Lublin, był najlepiej punktującym zawodnikiem I ligi. 

## Sukcesy klubowe
I liga:
- 2019, 2020, 2022[9], 2023[10]